# The Eagle (bar)

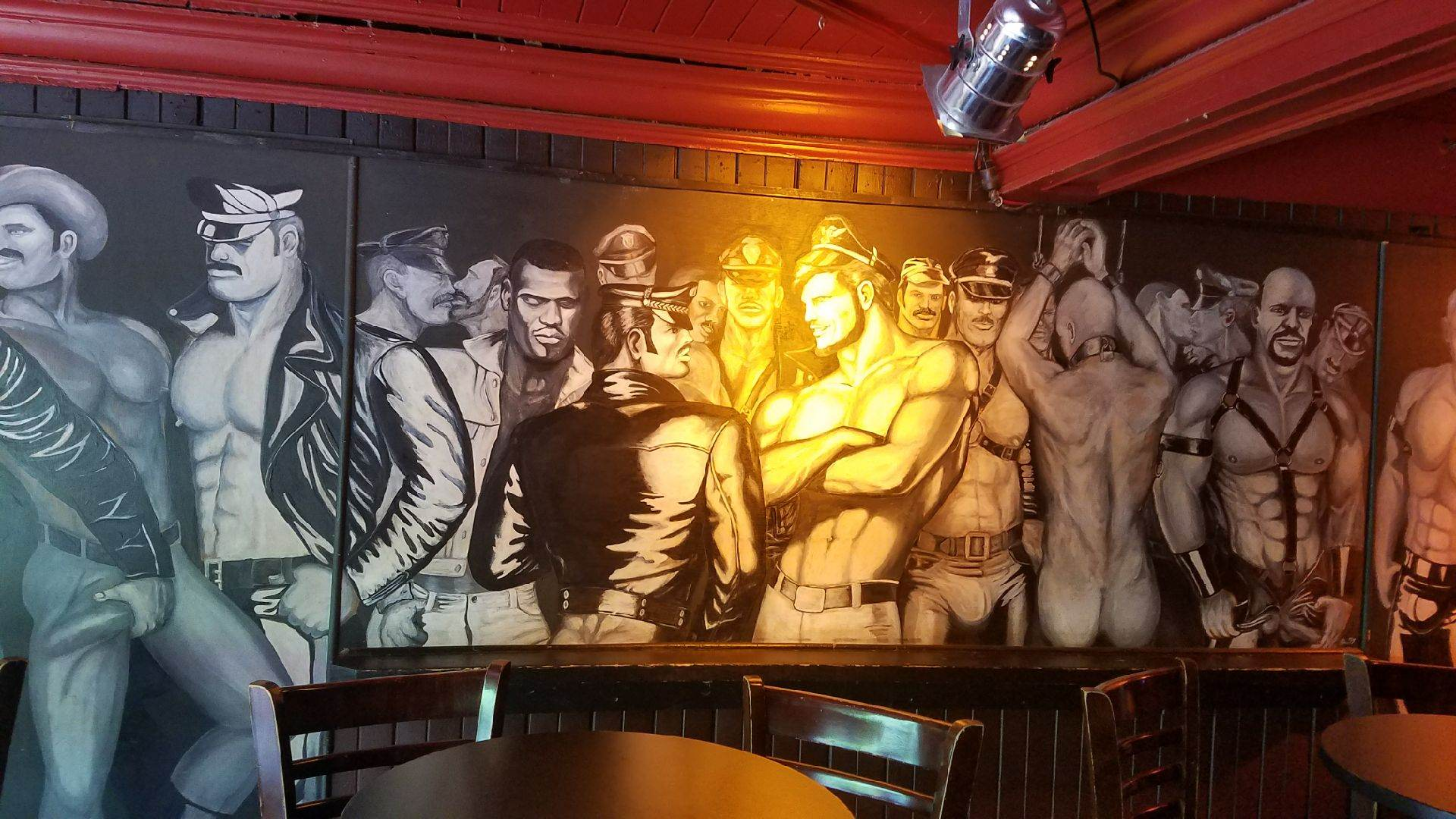
Interior de Black Eagle, un bar Eagle en Montreal, Canadá.

The Eagle es un nombre utilizado por varios bares gay. No es una franquicia o cadena de bares gay, sino más bien un nombre adoptado por bares inspirados en The Eagle's Nest, un bar de temática leather en la ciudad de Nueva York. Los bares que usan el nombre "Eagle" suelen atender a una clientela de hombres homosexuales vestidos de cuero y otras subculturas kink. En 2017, más de 30 bares gay en todo el mundo operaban bajo el nombre "Eagle".

## Historia
El primer bar gay que funcionó bajo el nombre "The Eagle" fue The Eagle's Nest (ahora llamado Eagle NYC), ubicado en la ciudad de Nueva York. El bar originalmente funcionaba como una taberna de estibadores que abrió en 1931 con el nombre de Eagle Open Kitchen. Impulsados por los disturbios de Stonewall en 1969 y el posterior crecimiento de la cultura gay de la ciudad, los propietarios de la taberna convirtieron el establecimiento en un bar gay en 1970. The Eagle's Nest se convirtió en un punto de reunión popular para la subcultura gay leather, los grupos de motociclistas y los clubes deportivos de la ciudad. y posteriormente inspiró la creación de bares gay con nombres similares en todo Estados Unidos e internacionalmente.
Los bares gay que utilizan el nombre "Eagle" operan como negocios independientes y no están administrados por una sola entidad corporativa a la manera de una franquicia o cadena de tiendas. Más bien, los bares Eagle suelen compartir el rasgo común de atender a una clientela de hombres homosexuales de apariencia masculina, con énfasis específico en las subculturas kink y leather. La naturaleza difusa de la propiedad del nombre "Eagle" resultó en un conflicto en 2007 entre dos propietarios de bares gay en Portland, Oregón, quienes buscaban usar el nombre para sus respectivos bares.
No todas los bares Eagle se ajustan a estas características; por ejemplo, Eagle London comenzó como un bar de temática leather antes de orientarse hacia una clientela LGBT en general, mientras que Eagle Tokyo se anuncia como un bar "estilo Brooklyn" dirigido a osos. Históricamente, algunas ubicaciones de Eagle aplicaron códigos de vestimenta estrictos que obligaban a los clientes a usar prendas de cuero, aunque NBC News informó en 2017 que estos estándares se han relajado en gran medida debido a "tanto los cambios sociales como las realidades comerciales".
En su apogeo de popularidad, más de 50 bares en todo el mundo operaban bajo el nombre de "Eagle". En 2017, hay más de 30 bares Eagle en países como Estados Unidos, Canadá, Reino Unido, Países Bajos, Austria y Japón.
Muchos bares Eagle organizan (o celebran) competencias anuales de cuero, algunas de las cuales sirven como competencias clasificatorias para competiciones regionales o internacionales más importantes, como International Mr. Leather.

## Lista de bares Eagle
| Nombre              | Imagen                                                                             | Ciudad           | País           | Año de apertura | Año de clausura | Ref(s)        |
| ------------------- | ---------------------------------------------------------------------------------- | ---------------- | -------------- | --------------- | --------------- | ------------- |
| Albuquerque Eagle   |                                                                                    | Albuquerque      | Estados Unidos | 2018            | —               | [ 9 ]         |
| Atlanta Eagle       |                                                                                    | Atlanta          | Estados Unidos | 1987, 2022      | 2020            | [ 10 ] [ 11 ] |
| Baltimore Eagle     |                                                                                    | Baltimore        | Estados Unidos | 1991            | —               | [ 12 ]        |
| Black Eagle         |                                                                                    | Montreal         | Canadá         | —               | —               | [ 13 ]        |
| The Detroit Eagle   |                                                                                    | Detroit          | Estados Unidos | 1973            | —               | [ 14 ]        |
| Black Eagle         |                                                                                    | Toronto          | Canadá         | 1994            | —               | [ 15 ]        |
| Chicago Eagle       |                                                                                    | Chicago          | Estados Unidos | c. 1987         | c. 1993         | [ 16 ]        |
| DC Eagle            |                                                                                    | Washington D. C. | Estados Unidos | 1971            | 2020            | [ 17 ]        |
| The Eagle           |                                                                                    | Pittsburgh       | Estados Unidos | 1994            | 2012            | [ 18 ]        |
| The Eagle           |                                                                                    | Mánchester       | Reino Unido    | 2008            | –               | [ 19 ]        |
| Denver Eagle        | Grey stucco exterior with a red door. Black eagle shaped sign reads "Denver Eagle" | Denver           | Estados Unidos | 2022            | -               | [ 20 ]        |
| Eagle Amsterdam     |                                                                                    | Ámsterdam        | Países Bajos   | 1979            | —               | [ 21 ]        |
| EAGLE MPLS          |                                                                                    | Minneapolis      | Estados Unidos | 1998            | —               | [ 22 ]        |
| Eagle Houston       |                                                                                    | Houston          | Estados Unidos | 2014            | —               | [ 23 ]        |
| Eagle LA            |                                                                                    | Los Ángeles      | Estados Unidos | 2006            | —               | [ 24 ]        |
| Eagle London        |                                                                                    | Londres          | Reino Unido    | 2004            | —               | [ 4 ]         |
| Eagle NYC           |                                                                                    | Nueva York       | Estados Unidos | 1970            | —               | [ 1 ]         |
| Eagle Portland      |                                                                                    | Portland, Oregón | Estados Unidos | —               | —               | [ 3 ]         |
| Eagle Stuttgart     |                                                                                    | Stuttgart        | Alemania       | 1989            | —               | [ 25 ]        |
| Eagle Tokyo         |                                                                                    | Tokio            | Japón          | 2016            | —               | [ 26 ]        |
| Eagle Vienna        |                                                                                    | Viena            | Austria        | —               | —               | [ 27 ]        |
| Eagle Wilton Manors |                                                                                    | Wilton Manors    | Estados Unidos | —               | —               | [ 28 ]        |
| Milwaukee Eagle     |                                                                                    | Milwaukee        | Estados Unidos | 1997            | 2001            | [ 29 ]        |
| The Phoenix/Eagle   |                                                                                    | Nueva Orleans    | Estados Unidos | 1983            | —               | [ 30 ]        |
| San Francisco Eagle |                                                                                    | San Francisco    | Estados Unidos | 1981            | —               | [ 31 ]        |
| Seattle Eagle       |                                                                                    | Seattle          | Estados Unidos | 1980            | —               | [ 32 ]        |
| Dallas Eagle        |                                                                                    | Dallas           | Estados Unidos | 2000, 2023      | 2021            | [ 33 ] [ 34 ] |
| Austin Eagle        |                                                                                    | Austin           | Estados Unidos | 2023            |                 | [ 35 ] [ 36 ] |
| Eagle Osaka         |                                                                                    | Osaka            | Japón          | 2024            | —               | [ 37 ]        |
| San Diego Eagle     |                                                                                    | San Diego        | Estados Unidos |                 |                 | [ 38 ]        |
| Eagle Sao Paulo     |                                                                                    | São Paulo        | Brasil         | -               | -               | [ 39 ]        |
| Eagle Seoul         |                                                                                    | Seúl             | Corea del Sur  | -               | -               | [ 40 ]        |
| Providence Eagle    |                                                                                    | Providence       | Estados Unidos | -               | -               | [ 41 ] [ 42 ] |